# Ecphylus lepturgi
Ecphylus lepturgi är en stekelart som beskrevs av Sievert Allen Rohwer 1913. Ecphylus lepturgi ingår i släktet Ecphylus och familjen bracksteklar. Inga underarter finns listade i Catalogue of Life.